# Roodstuitrupsvogel
De roodstuitrupsvogel (Edolisoma anale) is een rupsvogel die endemisch is in Nieuw-Caledonië.

## Kenmerken
De vogel is 24 tot 28 cm lang en weegt 70 (vrouwtje) tot 97 (mannetje) gram. Zoals veel rupsvogels is het een overwegend grijs gekleurde vogel, loodgrijs van boven en op de buik en borst lichtgrijs. Kenmerkend zijn voor deze soort de roodbruin gekleurde onderstaartdekveren. Verder heeft de vogel een geel oog. De snavel en poten zijn donker, bijna zwart.

## Verspreiding en leefgebied
De roodstuitrupsvogel komt voor op de eilanden Grande Terre en Île des Pins van het Franse overzeese gebiedsdeel Nieuw-Caledonië. Het leefgebied van de vogel  is dicht primair tropisch regenwoud meestal hoger dan 600 m boven de zeespiegel, met voorkeur voor grote onaangetaste gebieden.

## Status op de rode lijst
De roodstuitrupsvogel  heeft een klein verspreidingsgebied en daardoor is er de kans op de status  kwetsbaar (voor uitsterven). De grootte van de populatie werd rond 2005 geschat op 6.000 tot 15.000 individuen en was toen stabiel in aantal. Het leefgebied wordt aangetast door zowel klimaatverandering als door mijnbouwactiviteiten. Om deze redenen staat de roodstuitrupsvogel als gevoelig op de Rode Lijst van de IUCN.